# Катериничи (село)
Катериничи (укр. Катериничі) — село в Комарновской городской общине Львовского района Львовской области Украины.
Население по переписи 2001 года составляло 232 человека. Занимает площадь 9,81 км². Почтовый индекс — 81563. Телефонный код — 3231.